# Лотштеттен
Лотштеттен (нем. Lottstetten) — община в Германии, в земле Баден-Вюртемберг. 
Подчиняется административному округу Фрайбург. Входит в состав района Вальдсхут.  Население составляет 2161 человек (на 31 декабря 2010 года). Занимает площадь 13,39 км².